# James L. Berkey
James L. Berkey (* 10. April 1930; † 3. Juli 1982) war ein Szenenbildner und Artdirector.

## Leben
Berkey begann seine Karriere im Filmstab 1958 beim Fernsehen, wo er zunächst an der Red Skelton Show der CBS arbeitete. Nach weiteren Fernseh-Engagements wie der Fernsehserie Solo für O.N.C.E.L. war er ab 1967 beim Film tätig. Berkey arbeitete 1974 am Krimidrama Die Letzten beißen die Hunde erstmals mit Michael Cimino. 1982 war er für Ciminos Spätwestern Heaven’s Gate zusammen mit Tambi Larsen für den Oscar in der Kategorie bestes Szenenbild nominiert, die Auszeichnung ging in diesem Jahr jedoch an Jäger des verlorenen Schatzes.
Smith starb 1982 im Alter von 52 Jahren.

## Filmografie (Auswahl)
- 1968: Der Mann in Mammis Bett (With Six You Get Eggroll)
- 1969: Westwärts zieht der Wind (Paint your Wagon)
- 1970: Herrscher der Insel (The Hawaiians)
- 1973: Der letzte Held Amerikas (The Last American Hero)
- 1974: Die Letzten beißen die Hunde (Thunderbolt and Lightfoot)
- 1976: Dieses Land ist mein Land (Bound for Glory)
- 1977: Der weiße Büffel (The White Buffalo)
- 1977: Die Insel des Dr. Moreau (The Island of Dr. Moreau)
- 1978: Pretty Baby
- 1978: Grease
- 1980: Heaven’s Gate
- 1981: Jodie – Irgendwo in Texas (Hard Country)
- 1982: Ein Offizier und Gentleman (An Officer and a Gentleman)

## Auszeichnungen (Auswahl)
- 1982: Oscar-Nominierung in der Kategorie bestes Szenenbild für Heaven’s Gate